# Macieira de Rates
Macieira de Rates ist eine Gemeinde (Freguesia) im nordportugiesischen Kreis Barcelos. In ihr leben 1907 Einwohner (Stand 19. April 2021).